# AlphaFold
AlphaFold — программа на базе искусственного интеллекта (AI), разработанная Google DeepMind, которая выполняет предсказания пространственной структуры белка. Программа разработана как система глубокого обучения.
AlphaFold имеет две основные версии. Команда исследователей, использовавшая AlphaFold 1, заняла первое место в общем рейтинге 13-й СASP в декабре 2018 года. Программа оказалась особенно успешной в предсказании точных структур белков в категории, которую организаторы конкурса оценивали как самую сложную — когда для белков с частично похожей последовательностью не было доступно существующих шаблонных структур.
Команда разработчиков AlphaFold 2 участвовала в следующем конкурсе CASP в ноябре 2020 года. Команда достигла гораздо большей точности, чем любая другая группа. Модель набрала более 90 баллов примерно для двух третей белков в тесте GDT, который измеряет степень, с которой структура, предсказанная вычислительной программой, подобна структуре, определённой лабораторным экспериментом (число 100 соответствует полному совпадению).
Результаты AlphaFold 2 в CASP были охарактеризованы как «поразительные». В то же время некоторые исследователи отметили, что точность недостаточно высока для оставшейся трети прогнозов и что не раскрывается механизм и правила сворачивания белка, чтобы проблема сворачивания белка считалась решённой.
15 июля 2021 года статья об AlphaFold2 была размещена в Nature в качестве публикации для предварительного доступа вместе с программным обеспечением с открытым исходным кодом и доступной для поиска базой данных с различными видами белков.
8 мая 2024 года в Nature была размещена статья о новой версии программы — AlphaFold 3.
Руководители разработки AlphaFold Демис Хассабис и Джон Джампер были удостоены Нобелевской премии по химии 2024 года за использование AlphaFold 2 для предсказания в области укладки белков.